# 앨런 호코
앨런 호코(영어: Allan Hawco, 1977년 7월 28일 ~ )는 캐나다의 배우, 프로듀서이다. 드라마 《프런티어》에 출연하였다.

## 출연 작품
- 퀵샌드 (2023) - 조시 역
- 누군가 있다 (2017)
- 윌도우 (2016)
- 하이에나 로드 (2015)
- 러브 & 세비쥬리 (2009)
- 클로징 더 링 (2007)
- 원더풀 윌비 (2004)